# 석보국민학교 소계분교
석보국민학교 소계분교는 경상북도 영양군 석보면 소계리 240-2에 있었던 초등학교이다.

## 연혁
- 1949년 7월 31일 석보국민학교 소계분교 개교
- 1966년 9월 26일 벽돌 슬레이트 교사 1동 신축
- 1972년 3월 1일 소계국민학교 승격 분리
- 1973년 2월 9일 제1회 졸업식(41명)
- 1975년 3월 1일 6학급 편성
- 일자미상 석보국민학교 소계분교장 격하 편입
- 1986년 ?월 ?일 4학급 축소 편성
- 1988년 ?월 ?일 3학급 축소 편성
- 1989년 ?월 ?일 2학급 축소 편성
- 1994년 2·3학년 1학급 복식학급 축소 편성
- 1995년 3월 1일 폐교 및 석보국민학교 통폐합